# Orion (альбом Райана Адамса)
| Оценки критиков      | Оценки критиков |
| Источник             | Оценка          |
| -------------------- | --------------- |
| Beats Per Minute     | 65%             |
| Consequence of Sound | [ 2 ]           |

Orion — одиннадцатый студийный альбом альт-кантри певца Райана Адамса, выпущенный 18 мая 2010 года на его собственном лейбле PAX AM. Это первый в карьере певца диск записанный в стиле хэви-метал. Альбом получил положительные и умеренные отзывы музыкальной критики и интернет-изданий, таких как Beats Per Minute, Consequence of Sound.

## Об альбоме
Запись альбома началась ещё в 2006 году, во время работы над диском Easy Tiger с продюсером Джейми Кандилоро. Альбом Адамса Orion вышел 18 мая 2010 года на лейбле PAX AM (студия звукозаписи Pax Americana Recording Company), который певец создал в 2004 году. Orion вышел в ограниченной виниловой версии и мог быть заказан только интернет-магазин PAX AM. Первоначально планов на широкую продажу диска не было, но 4 ноября 2010 года новый сайт Адамса paxamrecords.com начал предлагать стандартную виниловую версию издания, которая также включала цифровой код полного альбома.
Над дизайном обложки Orion работал Мишель Ланжевен из канадской метал-группы Voivod.

## Список композиций
| №   | Название                     | Длительность |
| --- | ---------------------------- | ------------ |
| 1.  | «Signal Fade»                | 2:49         |
| 2.  | «Imminent Galactic War»      | 1:49         |
| 3.  | «Disappyramid»               | 2:13         |
| 4.  | «Fire Away»                  | 1:02         |
| 5.  | «Defenders of the Galaxy»    | 1:36         |
| 6.  | «Fire and Ice»               | 3:49         |
| 7.  | «By Force»                   | 2:35         |
| 8.  | «Ghorgon, Master of War»     | 2:33         |
| 9.  | «Ariel»                      | 1:52         |
| 10. | «Electro Snake»              | 1:44         |
| 11. | «Victims of the Ice Brigade» | 2:06         |
| 12. | «2,000 Ships»                | 1:48         |
| 13. | «End of Days»                | 2:26         |

| №  | Название                   | Длительность |
| -- | -------------------------- | ------------ |
| 1. | «Valhalla»                 | 2:08         |
| 2. | «Crossing Foggy Mountains» | 0:53         |